# Шахтёрское (Карагандинская область)
Шахтёрское (каз. Шахтерское) — село в Нуринском районе Карагандинской области Казахстана. Административный центр Шахтёрского сельского округа. Находится на левом берегу реки Нура, примерно в 25 км к северо-северо-западу (NNW) от посёлка Нура, административного центра района, на высоте 399 метров над уровнем моря. Код КАТО — 355287100.

## История
Основано в 1954 году как центральная усадьба совхоза «Шахтёр».

## Население
В 1999 году численность населения села составляла 1389 человек (665 мужчин и 724 женщины). По данным переписи 2009 года в селе проживало 1211 человек (592 мужчины и 619 женщин).

## Экономика
В селе действует ТОО «Шахтёрское», основанное казахстанским хозяйственным деятелем, Героем Труда Казахстана Георгием Прокопом.